# NGC 4390
NGC 4390 é uma galáxia espiral barrada (SBbc) localizada na direcção da constelação de Virgo. Possui uma declinação de +10° 27' 32" e uma ascensão recta de 12 horas, 25 minutos e 50,5 segundos.
A galáxia NGC 4390 foi descoberta em 15 de Março de 1784 por William Herschel.